# 胡進權
胡進權（1927年11月1日—1963年11月1日），原越南共和國海軍上校。1959年8月至1963年11月1日間擔任越南共和國海軍的第三任司令。由於胡進權支持吳廷琰，最終被殺死。

## 生平
胡進權1927年11月1日出生於峴港海洲郡的一個儒學家庭。原籍承天省香茶縣金龍。1947年在順化啓定國學完成法國中學學業，獲得全文憑（第二部分）。同年8月，胡考入商船航海學校。1948年12月，他畢業成爲海事船長官員，從事該行業直到參軍。

## 越南國軍
1951年底，胡進權和一些海事官員一起被挑選加入作爲法蘭西聯盟軍隊的一部分的越南國軍海軍。芽庄海軍軍官學校第一期在1952年1月1日開學。共9名學生，全部被送往阿羅芒什號航空母艦進行專業訓練，然後在法國海軍在遠東的各艘戰艦上輪換（因為芽庄海軍訓練中心正在建設中）。到了7月，整期學生回到芽莊繼續接受訓練。同年10月1日，胡進權以海軍少尉的軍銜畢業。離開學校后，他被派到衝鋒江團（Giang đoàn Xung phong）服役。